# Prefectul (roman)
Prefectul (2007) (titlu original The Prefect) este un roman science fiction al scriitorului galez Alastair Reynolds. Este al cincilea roman din Universul Spațiul Revelației, dar acțiunea sa se petrece înaintea celor prezentate în primele patru romane. Este un roman de sine stătător, care nu conține niciun personaj care apare în alte opere din seria Spațiul Revelației.

## Cadrul acțiunii

### Inelul Sclipitor
Acțiunea romanului Prefectul se petrece în secolul al XXV-lea în Inelul Sclipitor, locația a mii de habitate orbitale din jurul planetei Yellowstone din sistemul Epsilon Eridani și vârful civilizației umane la vremea aceea. Evenimentele se petrec înaintea epidemiei care a distrus Inelul Sclipitor și a cauzat declinul major al civilizației Yellowstone existent la data celorlalte romane din seria Revelation Space. Tom Dreyfus este prefectul titular, un membru al unei forțe polițienești de investigații speciale numită Panoplia, care este răspunzătoare de protejarea Inelului Sclipitor.
Datorită poziționării unice în cronologia seriei, romanul oferă un studiu aprofundat al tehnologiei viitorului prezente în universul Revelation Space. Relatând evenimente anterioare cu un secol efectelor devastatoare ale epidemiei, cartea prezintă epoca de aur a omenirii la care se face referire în cărțile precedente. Inelul Sclipitor este un grup de zece mii de habitate orbitale care orbitează planeta Yellowstone și are o populație de 100 de milioane de oameni.
Fiecare habitat reprezintă o societate de tip diferit, legată de celelalte printr dreptul comun la vot. O rețea gigantică de calculatoare realizează zilnic mii de scrutine pentru a stabili cursul general al acțiunilor din Inelul Sclipitor ca întreg. Majoritatea locuitorilor au inserate rutine computerizate în creierele lor care iau decizii în locul lor, efortul conștient fiind făcut doar în cazul scrutinelor mai importante.
Fiecare habitat are un centru de scrutin, un calculator gigantic care generează scrutinul și transmite votul locuitorilor. Fiecare habitat votează propriile legi și pedepse, singurele fărădelegi universale constituind-le împiedicarea unui om de a-și exercita dreptul de vot, votarea frauduloasă sau restricționarea accesului oamenilor la abstracție (o formă de comunicare digitală și realitatea virtuală folosită pe tot cuprinsul Inelului Sclipitor).
Dreptul la vot și accesarea abstracției pentru fiecare locuitor este asigurată de forța de securitate a Inelului Sclipitor, Panoplia.

### Panoplia
Panoplia constituie forța polițienească a Inelului Sclipitor. Ea are propriul habitat care este guvernat de o forță armată de Prefecți.
Ierarhia Prefecților:
CadetPrefect în pregătire.
PrefectPrefect absolvent care încă nu este calificat pentru misiuni în afara Panopliei.
Prefect de terenPrefect suficient de experimentat pentru misiuni în cadrul Inelului Sclipitor.
Prefect-seniorPrefect de teren care s-au dovedit suficient de exeprimentați pentru a servi în administrația Panopliei. Deși lucrează în general într-un birou, încă mai pot efectua misiuni de teren.
Prefect supremConducătorul întregii organizații. La începutul romanului poziția este ocupată de Jane Aumonier.
Panoplia nu are dreptul de a purta alt armament cu excepția șficbiciului, un bici electronic folosit mai ales pentru apărare. Dacă Panoplia consideră că există o situație care necesită armament greu, supune acest lucru la vot în Inelul Sclipitor (deși conducătorii panopliei ignoră această limitare în cadrul romanului, ajungând să folosească armament greu în ciuda votului exprimat împotriva lucrului respectiv). Una dintre misiunile de bază ale Prefecților o reprezintă garantarea dreptului la vot și la abstracție al tuturor cetățenilor Inelului Sclipitor, însă nu li se permite să oprească niciun alt act care violează drepturile omului. Acest lucru îl va determina pe Prefectul Gaffney să o ajute pe antagonista Aurora să preia conducerea Inelului Sclipitor, după ce asistă la ororile pe care societatea din habitatul Iad-5 permite să le fie făcute membrilor ei.

## Intriga
Romanul începe cu misiunea prefectului Dreyfus de a verifica fraudarea unor alegeri într-un habitat din Inelul Sclipitor. După descoperirea erorii software care permite acea fraudă, superiorii lui Dreyfus o trimit pe Thalia Ng - unul dintre ajutoarele prefectului - să facă o actualizare software în restul habitatelor pentru a elimina respectiva eroare.
O nouă anchetă aflată pe masa de lucru a lui Dreyfus se referă la distrugerea habitatului Ruskin-Sartorious. Primele analize arată că acesta a fost distrus cu jetul unei propulsii Agregate, iar echipa lui Dreyfus crede că luminăluca Isonul Umbrelor a Ultranauților, singura navă aflată în apropierea habitatului în acea perioadă, este răspunzătoare pentru asta. Totuși, înainte de finalizarea anchetei, Ultranauții iau în mâinile lor judecarea cazului și distrug luminăluca, dar nu înainte ca Dreyfus să-l interogheze pe căpitanul acesteia, care este convins de nevinovăția sa și a echipajului. Știind că n-ar fi avut nimic de pierdut mințind înainte de a fi executat, Dreyfus crede depoziția acestuia și continuă investigarea cazului alături de celălalt ajutor al său, hiperporcul Sparver.
Dreyfus și Sparver interoghează salvările digitale ale locuitorilor Bulei care au mai putut fi recuperate. Una dintre acestea aduce în discuție implicarea Ceasornicarului, o mașină exctraterestră care a trăit o vreme în centrul de cercetare al Inelului Sclipitor înainte de a fi implicată într-o serie de atentate. Dreyfus și Sparver analizează comunicațiile habitatului din perioada catastrofei și descoperă o legătură cu un asteroid aparținând familiei Nerval-Lermontov, una dintre Cele Optzeci de familii care, cu peste o jumătate de secol în urmă, a acceptat ca un membru al său să fie procesat digital, eveniment soldat cu un eșec de proporții. În acest asteroid, care îi întâmpină ostil, cei doi prefecți descoperă o navă Agregată captivă, ai cărei membri sunt menținuți în stare de somn. Un singur membru a reușit să se sustragă acestei stări - Clepsidra, care îi confirmă lui Dreyfus bănuielile: Aurora din familia Nerval-Lermontov nu a murit, la fel ca celelalte procesări digitale, ci trăiește în sistemul virtual al Inelului Sclipitor și vrea să pună mâna pe acesta înainte ca o epidemie devastatoare - prezisă de Agregații adormiți - să îl distrugă. Asteroidul este distrus de ciocnirea aparent întâmplătoare cu o navă aflată în derivă, dar Dreyfus, Sparver și Clepsidra reușesc să scape.
Între timp, Thalia a făcut actualizarea software necesară în patru habitate, dar aceasta pare să aibă o eroare. Accesul la abstracție al locuitorilor este blocat, iar servitorii mecanici preiau conducerea habitatelor, omorând locuitorii și distrugând toate structurile construite. Thalia și câțiva supraviețuitori ai ultimului habitat vizitat reușesc să se baricadeze în centrul de scrutin, de unde urmăresc neputincioși cum servitorii mecanici construiesc mașini de război după planurile furate de prefectul senior Gaffney, un trădător corput de către Aurora.
Același Gaffney reușește ca, în interiorul Panopliei, să o dea jos din funcție pe prefecta supremă Aumonier și să o ucidă pe Clepsidră - un martor incomod al implicării lui și a Aurorei -, atentat pentru care îl acuză pe Dreyfus. Înscenarea sa dă roade, iar Dreyfus este arestat, în timp ce unul dintre prefecții seniori este ucis în încercarea de a prelua controlul în habitatul în care se află prizonieră Thalia. Ulterior acestei acțiuni, habitatele infestate produc arme de război simple dar eficiente, pe care le trimit în număr mare să preia controlul altor habitate.
Încercarea lui Gaffney de a-l suprima complet pe Dreyfus se întoarce împotriva sa și este demascat în fața colegilor săi. El este nevoit să-și recunoască asocierea cu Aurora, iar Aumonier este repusă în funcție. Aurora însăși contactează Panoplia și cere predarea necondiționată a Inelului Sclipitor, în caz contrar amenințând cu uciderea locuitorilor acestuia. Evadarea Thaliei din habitatul în care era prizonieră îi lămurește pe ceilalți prefecți că Aurora îi ucide oricum pe locuitori, indiferent de decizia lor.
Situația devine critică, prefecții și armamentul lor - chiar și după ce cer ajutorul Ultranauților - fiind depășiți drastic de mașinăriile de război ale Aurorei. Aumonier îi dezvăluie lui Dreyfus că Ceasornicarul nu fusese ucis cu nouă ani în urmă, ci a fost capturat și studiat în continuare, până când o capcană lăsată de el în urmă a făcut-o să decidă încheierea proiectului. Drayfus află că restul echipei care făcuse parte din proiect îl continuase fără știința prefectului suprem și își dă seama că singura lor șansă împotriva Aurorei o constituie localizarea Ceasornicarului, de care se teme însăși Aurora: el fusese ascuns în Bula Ruskin-Sartorious, iar distrugerea pusă la cale de Aurora avusese drept scop tocmai suprimarea lui. Urmărindu-i pe cei implicați în proiect, Dreyfus și Sparver ajung la o bază părăsită de pe planeta Yellowstone, unde Ceasornicarul este ținut captiv.
Ceasornicarul se dovedește a fi conștiința lui Philip Lascaille, un om care a întâlnit misterioasa rasă extraterestră a Lințolierilor și care și-a pierdut mințile. Despre el se credea că s-a sinucis, dar realitatea este mai crudă: conștiința sa a fost încărcată într-o mașină în cadrul Inelului Sclipitor, în încercarea de a se afla mai multe detalii despre Lințolieri. Scăpat de sub control, Ceasornicarul a săvârșit seria de atentate care a dus la încercarea de suprimare a sa cu nouă ani în urmă. Conștient că este singurul care o poate opri pe Aurora să distrugă Inelul Sclipitor, Ceasornicarul acceptă să-l ajute pe Dreyfus, cu condiția ca acesta să ancheteze crima săvârșită asupra lui Lascaille în trecut.
Deși Ceasornicarul reprezintă un pericol la fel de mare ca și Aurora pentru comunitatea umană, faptul că cei doi au forțe aproximativ egale le permite să se anuleze reciproc o vreme, ceea ce reprezintă un compromis satisfăcător pentru locuitorii Inelului Sclipitor.

## Personaje
- Tom Dreyfus - prefect de teren și, ulterior, prefect-senior, protagonistul romanului
- Thalia Ng - prefect adjunct al lui Dreyfus și fiica unui prefect despre care se crede că ar fi comis acte de trădare
- Bancal Sparver - prefect adjunct al lui Dreyfus, hiperporc
- Aurora - conștiință de nivel alfa a unei membre a familiei Nerval-Lermontov, presupusă moartă, care încearcă să preia controlul asupra Inelului Sclipitor pentru a-și asigura o existență veșnică
- Sheridan Gaffney - prefect-senior care trădează Panoplia și se aliază cu conștiința virtuală Aurora
- Jane Aumonier - prefect suprem, o femeie pe care o grefă-capcană o împiedică să doarmă de unsprezece ani; în timpul încercării lui Gaffney de a prelua conducerea Panopliei este suspendată din funcție
- Ceasornicarul - inteligență artificială realizată pornind de la conștiința lui Philip Lascaille, singurul om care a comunicat cu rasa extraterestră a Lințolierilor; un real pericol pentru Inelul Sclipitor atâta vreme cât este în libertate, reprezintă singurul adversar potrivit pentru Aurora
- Michael Crissel - prefect-senior, decedat în încercarea de a prelua controlul asupra habitatului Casei Aubusson
- Gaston Clearmountain - prefect-senior, îi ia locul lui Aumonier în timăul operației suferită de aceasta pentru a-și îndepărta grefa-capcană
- Lillian Baudry - prefect-senior afectat de un accident în timpul unei misiuni; este prima dintre prefecții-seniori care recunoaște gafa suspendării lui Aumonier și trădarea lui Gaffney
- Anthony Theobald - conducătorul Bulei Ruskin-Sartorious, primul habitat distrus de Aurora în încercarea de a prelua controlul asupra Inelului Sclipitor
- Delphine Ruskin-Sartorious - conștiință de nivel beta a fiicei lui Theobald, salvată după distrugerea Bulei Ruskin-Sartorious; arta sa de dinaintea morții este influențată de Ceasornicar
- Demikhov - medic în Panoplie însărcinat cu găsirea unei soluții pentru îndepărtarea grefei-capcană a lui Aumonier, care să nu-i pună acesteia viața în pericol
- Trajanova - prefect care răspunde de Turbinele de Căutare; Gaffney îi înscenează un accident când își dă seama că este pe cale să descopere implicarea sa în trădarea Panopliei
- Broderick Cuthbertson - constructor de animale mecanice din Casa Aubusson
- Meriel Redon - realizatoare de mobilier din lemn din Casa Aubusson
- Cyrus Parnasse - custode al Muzeului Ciberneticii din Casa Aubusson
- Paula Thory - crescătoare de fluturi din Casa Aubusson
- Clepsidra - Agregată ținută captivă de Aurora pentru ca, împreună cu tovarășii ei, să prevadă viitorul folosind aparatul numit Exordiu; este asasinată de Gaffney pentru a nu-l desconspira
- Mercier - doctor în Panoplie

## Opinii critice
SF Site critică faptul că „toate întrebările și complicațile conduc în cele din urmă la o scenă standard în care un personaj le explică celorlalte ce se întâmplă”, dar consideră că, per total, „este o carte pe care fanii hard SF-ului în general și ai lui Alastair Reynolds în particular ar trebui să o găsească extrem de satisfăcătoare”. Similar, Bewildering Stories o consideră „o carte foarte bună în cea mai mare parte [...] cu suficientă adrenalină care să te poarte către punctul culminant”, însă apreciază că „dezamăgește în ceea ce privește firul narativ al detectivului [Tom Dreyfus]”.
Strange Horizons este de părere că romanul dă impresia că „Reynolds nu este sigur care-i sunt prioritățile, iar acest lucru este însoțit de o impresie mai generală că nu deține controlul asupra romanelor sale”. De cealaltă parte se situează Telegraph, care caracterizează romanul ca „un thriller interstelar în care nimic - și nimeni - nu este ceea ce pare”.
Infinispace apreciază că, deși „ritmul e inegal în secțiunea de mijloc, iar cititorul are îndoieli dacă toate intrigile vor fi rezolvate până la final, [...] Prefectul este roman excelent pentru începutul universului Revelation Space, care conține nuanțele potrivite cu cele patru povestiri care o preced din punct de vedere cronologic”. În acceași notă, Sandstorm Reviews consideră că „intriga nu este deosebită, dar există suficientă inventivitate pentru a capta cititorul și oferă o imagine interesantă a vieții dinaintea molimei”.

## Vezi și
- Lista volumelor publicate în Colecția Epsilon Science Fiction
- 2007 în științifico-fantastic